# Orbitestella regina
Orbitestella regina är en snäckart. Orbitestella regina ingår i släktet Orbitestella och familjen Orbitestellidae. Inga underarter finns listade i Catalogue of Life.